# Flettner Fl 282

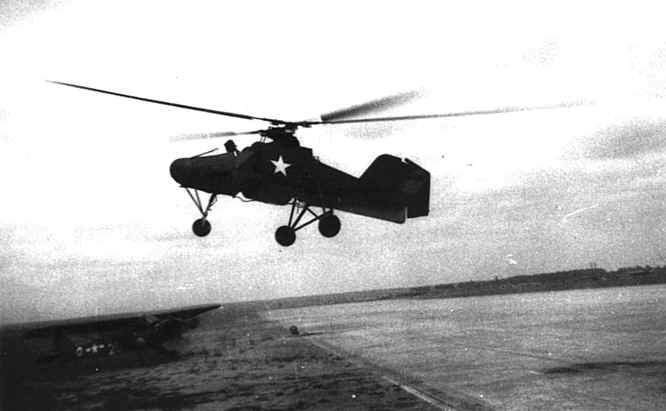
Flettner Fl 282 na WOII

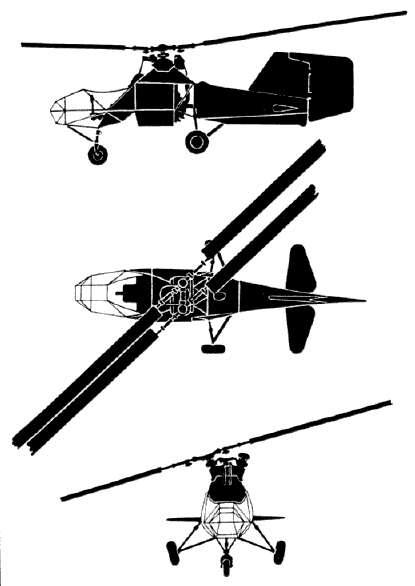
Fl 282

De Flettner Fl 282 Kolibri was een Duitse helikopter uit de Tweede Wereldoorlog, ontwikkeld door Anton Flettner. Het toestel is een van de eerste helikopters die operationeel werd gebruikt voor militaire doeleinden. 
De heli werd gebouwd als verkenningstoestel en had een open cockpit en twee in elkaar grijpende contraroterende rotors. Hoewel ontworpen als eenpersoonstoestel werd er ook een aantal toestellen in een tweepersoons uitvoering gemaakt. De Kriegsmarine testte de eerste twee prototypes in 1941. De Luftwaffe gebruikte vanaf 1944 een klein aantal toestellen voor artillerie-observatie. Hoewel het toestel zo effectief was dat er plannen waren om er tot 1000 exemplaren van te bouwen, werden er uiteindelijk slechts 32 gebouwd. Oorzaak van de productievertraging waren de geallieerde bombardementen. Van die 32 overleefden er slechts 3 de oorlog, omdat de meeste toestellen werden vernietigd om te verhinderen dat ze meegenomen werden door de geallieerden.

## Specificaties

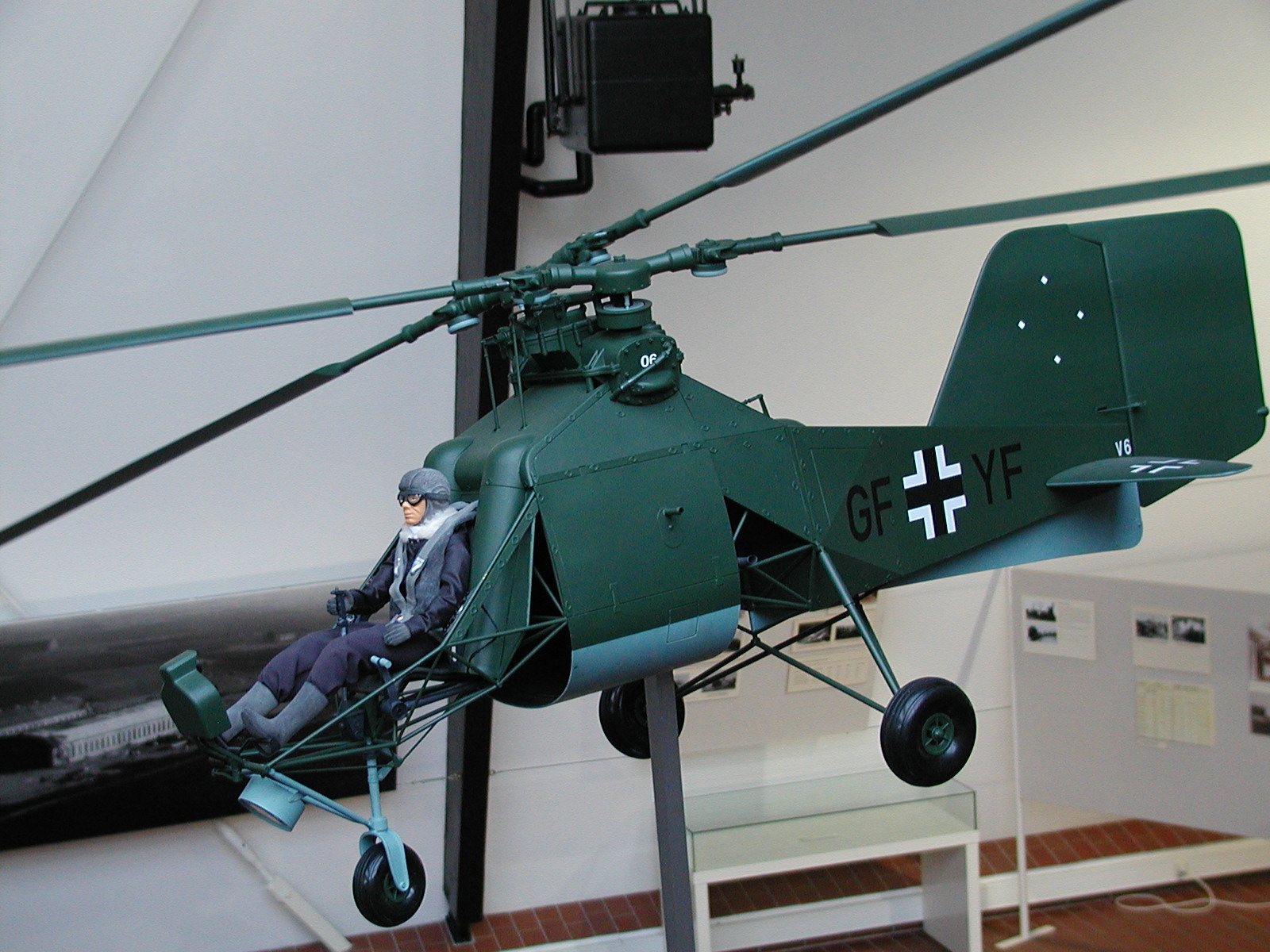
Model

Het toestel was 6,65 meter lang, 2,20 meter hoog en 11,96 breed (de breedte is gelijk aan de diameter van de rotors). Het toestel was 760 kg zwaar en kon 240 kg extra gewicht meenemen. De maximumsnelheid lag rond 150 km/u en de maximale vliegafstand was 170 km, op een hoogte van 3300 meter.